# 群馬県立藤岡高等学校
群馬県立藤岡高等学校（ぐんまけんりつ ふじおかこうとうがっこう）は、かつて群馬県藤岡市に存在した県立高等学校。
略称は藤高（ふじたか）。群馬県の高校教育再編整備計画により、2007年3月に群馬県立藤岡女子高等学校と共に閉校。現在は、群馬県立藤岡中央高等学校に引き継がれている。

## 設置学科
- 普通科（全日制）
- 普通科（定時制）

## 沿革
- 1897年 - 群馬県尋常中学校（現・群馬県立前橋高等学校）多野分校として開校。
- 1901年 - 群馬県藤岡中学校として独立。
- 1948年 - 群馬県立藤岡高等学校となる。
- 2005年 - 全日制課程募集停止。
- 2007年 - 藤岡高校と藤岡女子高校を統合する形で、藤岡中央高校を新設校として設置するため閉校となった。

## 進学
東京大学、一橋大学、北海道大学、東北大学等の旧帝大合格者は、東京大学で1950年代は5名、一橋大学は1955年の1名、東北大学は1962年の1名、北海道大学は1969年の2名を最後に遠ざかっている。その後は、私大の早稲田大学や明治大学、東京理科大学、上智大学、青山学院大学、中央大学、成城大学、日本歯科大学、日本大学など。国立では東京外国語大学、東京芸術大学、横浜国立大学、千葉大学、新潟大学、宇都宮大学、地元国公立の群馬大学や高崎経済大学の合格者を輩出してきた。平成に入ってからは、国公立では新潟大学や山形大学、長崎大学、群馬大学、高崎経済大学、私大では早稲田大学、青山学院大学、明治大学、立命館大学、中央大学、日本歯科大学、日本大学、東洋大学等の合格者を輩出していた。

## 卒業生・関係者
- 堀越二郎（航空技術者 / 零式艦上戦闘機設計者）
- 武藤英男（数学者、群馬大学名誉教授）
- 新井雅博（藤岡市長）
- 栗原俊夫（元参議院議員）
- 山口清（第75代群馬県議会議長）
- 吉野益（元藤岡市長）
- 塚本昭次（元藤岡市長）
- 須藤隆也（元外交官、在エジプト・イラン・デンマーク大使）
- 櫻井敦司（ミュージシャン / BUCK-TICK）
- 今井寿（ミュージシャン / BUCK-TICK）
- 星野英彦（ミュージシャン / BUCK-TICK）
- 樋口豊（ミュージシャン / BUCK-TICK）
- 氷室京介（ミュージシャン / 元BOØWY）
- 青木勤（元プロ野球選手）
- 飯島一彦（元プロ野球選手）
- 石川雅実（元プロ野球選手）
- 新井茂（元プロ野球選手）
- 若林俊輔（英語教育学者、東京外国語大学名誉教授）
- 清水康夫（工学者、東京電機大学工学部先端機械工学科教授）
- 久保一雄（映画美術監督）
- 飯出敏夫（温泉紀行ライター）
- 丹下健三（関係者:藤岡高校の体育館の設計者）
- 新井文月（芸術家）
- 内藤聡（ラジオパーソナリティ）
- 松原真介(声楽家）